# Имперский викарий
Импе́рский вика́рий (нем. Reichsvikar, нем. Reichsverveiser, Vicarius или Provisor imperii) — в Священной Римской империи регент, заменявший императора во время междуцарствия или в случае болезни, несовершеннолетия или продолжительного отсутствия главы империи.
Первоначально назначение имперского викария зависело от императора, но уже Золотая булла 1356 г. установила, что звание имперского викария принадлежит:
- в землях саксонского права — герцогу саксонскому,
- в землях швабских, рейнских и франконских — пфальцграфу рейнскому (Нижнего Пфальца).

Национальное собрание 1848 г., имея в виду создать новую Германскую империю, избрало австрийского эрцгерцога Иоганна безответственным главой центральной власти, предоставив ему титул «Erzherzog-Reichsverveiser».